# T & N
I T & N sono un gruppo musicale statunitense fondato nel 2011 dai membri della formazione storica dei Dokken, eccetto il cantante Don Dokken.
La band aveva originariamente preso il nome di Tooth and Nail, ma è stata costretta ad abbreviarlo in T & N per evitare questioni legali.
Nell'ottobre 2012 il gruppo ha pubblicato Slave to the Empire, un album contenente cinque rivisitazioni di alcuni pezzi dei Dokken e sette brani inediti.

## Formazione
- Jeff Pilson - voce, basso
- George Lynch - chitarra
- Mick Brown - batteria

## Discografia
- 2012 - Slave to the Empire